# 巴斯特·克拉布

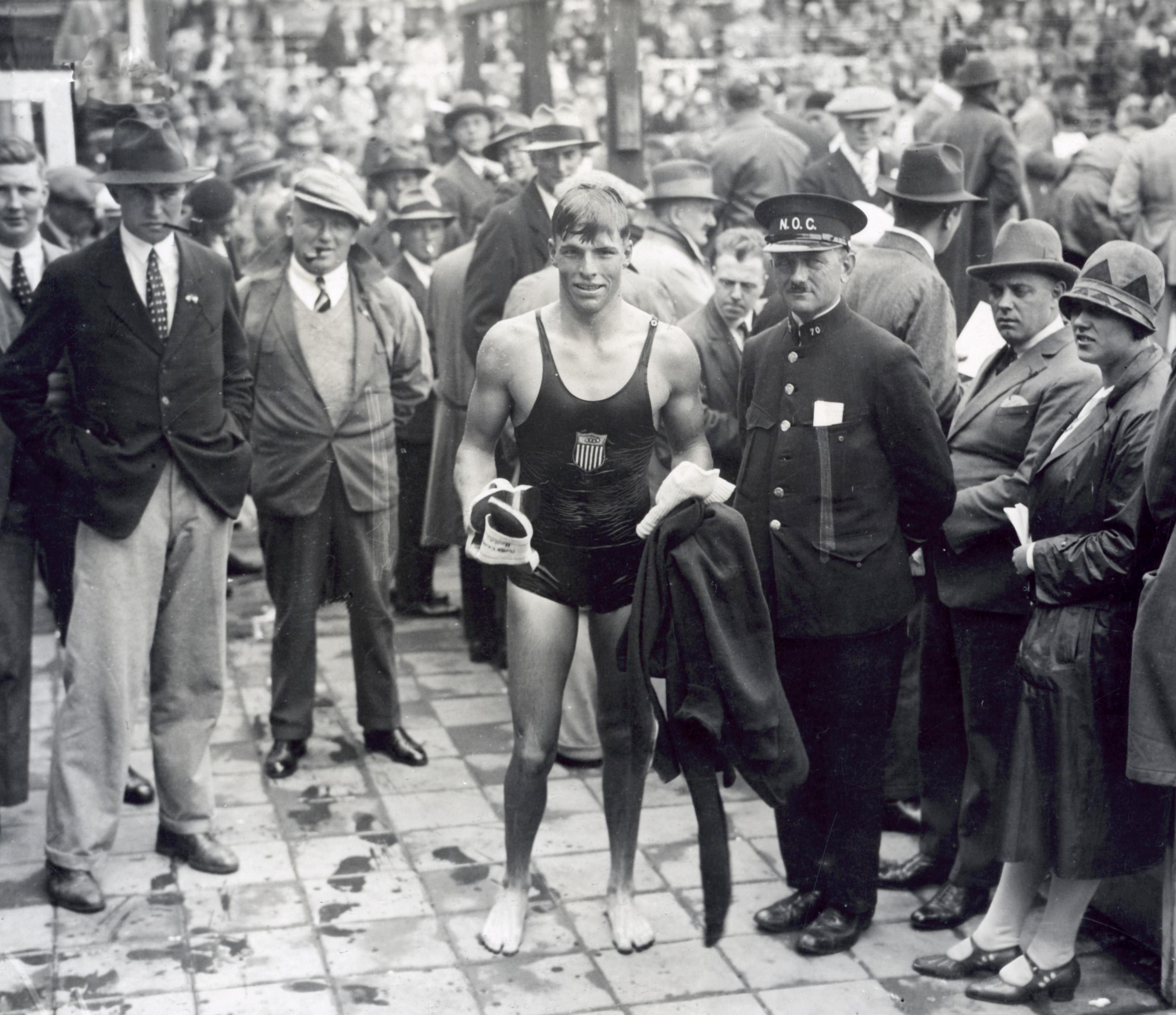
克拉布于1928年夏季奥运会

克拉伦斯·林登·克拉布二世（英語：Clarence Linden Crabbe II，/ˈkræb/，1908年2月7日—1983年4月23日），通常称巴斯特·克拉布 ，美国前男子游泳运动员、影视演员。他曾获得1932年奥林匹克运动会男子400米自由泳金牌。